# Regionernes Parti
Regionernes Parti (ukrainsk: Партія регіонів) er et ukrainsk, politisk parti, der siden parlamentsvalget i 2007 har været landets største med 34,37% af stemmerne. Partiets leder er Ukraines tidligere præsident Viktor Janukovitj.
Partiet blev dannet i 1997 op til præsidentvalget året efter. Det blev restruktureret i 2001 i forbindelse med en fusion med flere andre partier. Ideologisk er partiet et centristisk agrarparti, der fører en pro-russisk politik, der bl.a. indebærer, at det forsvarer etniske russere i Ukraine og russisktalende ukraineres rettigheder. I 2005 underskrev partiet en samarbejdsaftale med Forenet Rusland. Partiet gik i 2006 til valg på at gøre russisk til officielt sprog i Ukraine. Trods partiets tilnærmelser til Rusland ønsker partiet at bevare Ukraines suverænitet.
Regionernes Parti nyder størst opbakning i den sydøstlige del af landet.